# Stina Stenhagen
Stina Lisa Stenhagen, född Ställberg 4 december 1916 i Norrköping, död 26 mars 1973, var en svensk biokemist. Hon var från 1942 gift med biokemisten Einar Stenhagen.
Stina Stenhagen blev medicine kandidat vid Uppsala universitet 1939 och var 1952–1963 verksam som laborator i medicinsk kemi vid Göteborgs universitet.  1960 promoverades hon till medicine hedersdoktor vid Göteborgs universitet. 1963 blev hon Göteborgs universitets första kvinnliga professor. Hon var en av pionjärerna inom masspektrometri (proteinanalys).